# Кашрут
Кашру́т (івр. כשרות, в ашкеназькій вимові кашрус — придатність) — поняття юдаїзму, зведення настанов щодо можливості певних дій відповідно до Галахи. Частіше за все використовується в значенні — настанови щодо приготування їжі, дозволеність певних продуктів для вживання в їжу.
Прикметник кошерний — означає — відповідний до вимог кашруту. Антонім трафни́й — невідповідний кашруту, заборонений.

## Кашрут їжі
Головні принципи кашруту зводяться до наступного:
- Дозволено вживати лише певні види (кошерні) тварин, птахів та риб.
- Тварина повинна бути здоровою та вбитою за певними правилами.
- Настанова розділяти молочні та м'ясні продукти

Обов'язок нагляду за дотриманням вимог кашруту покладено на машґіаха (івр. משגיח, наглядаючий).

### Дозволені тварини та птахи
В їжу дозволяється вживати лише тих тварин які водночас є травоїдними (жуйними) та мають роздвоєне копито . Такими є, наприклад, корови, вівці, кози, жирафи та інші. Будь-які тварини, що не відповідають вказаним вимогам, або відповідають лише одній з них (коні, свині, та інші), є некошерними.
Тора наводить перелік з 20 птахів заборонених до вживання в їжу, більшість з яких є хижими. Оскільки для деяких назв неможливо точно визначити, про яких саме птахів йде мова, дозволеними вважаються птахи, кошерність яких відома споконвіку. Це свійські птахи, такі як курка, гусак, качка, індичка.
Заборонено вживати в їжу і плазунів та земноводних тварин
Норми кашруту суворо забороняють вживання крові. Відповідно, під час забою тварини вся кров повинна бути найретельніше видалена. Для цього м'ясо вимочують, засипають сіллю та промивають. Печінку, багату на кров, дозволено їсти тільки після обсмажування на відкритому вогні.
Обов'язковою умовою кошерності є забій тварини за певними правилами. Цей процес називається שחיטה — шхита, а кваліфікований різник — שוחט — шохет. Шохет зазвичай багато років вчиться у єшиві, щоб отримати загальні знання єврейських законів. Потім він проходить спеціальний курс шохетів, що триває близько року та завершується іспитом. Тільки після цього він одержує право робити шхиту. Тварин та птахів, вбитих під час полювання, тих, що загинули від хижаків (нещасних випадків) або померли від хвороб, їсти категорично заборонено.
Дозволено вживати молоко та продукти з молока лише кошерних тварин. Аналогічно, яйця кошерних птахів також є кошерними. У разі, якщо походження яйця невідоме, для кошерності необхідно, щоб один кінець був гострим, а інший тупим. Яйця, які мають однакові кінці: або обидва гострі, або обидва тупі — їсти не можна (звичайно такі птахи хижі або падальники).

### Риба та морепродукти
Кошерними є лише ті водні тварини, які, водночас, мають луску, яка повинна легко відділятися, та плавці. Риби що відповідають лише одній з умов (сом, акула, вугор та інші) є трафними. Особливих умов щодо вбивства риби (як у випадку з тваринами та птахами) немає. Єдина умова, крім вже згаданих, що риба повинна бути здоровою, з неушкодженою лускою, яка не має на своїй поверхні ділянок зміненого кольору.
Дозволено вживати ікру тільки кошерних риб. Тобто червона ікра є кошерною, як і лососеві риби, а чорна ікра — ні, оскільки осетрові риби не мають луски.
Молюски (устриці, мідії, кальмари та інші) та ракоподібні (раки, креветки) заборонені до вживання в їжу.

### Комахи та мед
Кашрут категорично забороняє вживати в їжу комах, окрім деяких видів коників, як і земноводних і плазунів (Тора називає їх שרץ шерец — нечисть).
Втім, заборона на вживання в їжу комах і продуктів їх життєдіяльності має одну особливість — кашрут дозволяє вживати мед та прополіс. З погляду кашруту, вони є не продуктом життєдіяльності організму бджоли, а переробленим квітковим нектаром.

### Рослини
Не існує заборон щодо вживання будь-яких рослин (овочів, фруктів, грибів, трав), але є певні норми, що стосуються сільськогосподарських робіт на території Ізраїлю. Відповідно, в Ізраїлі кошерними будуть лише ті рослини та продукти з них, які вирощені з дотриманням цих правил.
Також необхідно пам'ятати про заборону щодо вживання комах. Це обмеження зобов'язує добре знати зовнішній вигляд, процес розвитку і житла комах, щоб видаляти їх з їжі. Особливо обережність необхідна при вживанні в їжу борошна і крупи. Овочі — капусту, салат, кріп тощо — також, з погляду кашруту, необхідно дуже уважно перевіряти і ретельно мити, оскільки на них звичайно буває безліч черв'ячків і дорослих комах. Багато фруктів є улюбленим житлом черв'яків — такі, як інжир, абрикоси  — і тому перед їжею їх слід перевіряти з особливою ретельністю.

### М'ясне та молочне
Кашрут принципово розділяє всі харчові продукти на м'ясні, молочні та нейтральні (паревні від івр. פרווה парве). Одночасне вживання молочної та м'ясної їжі суворо заборонено правилами кашруту. Після прийому м'ясної їжі повинно пройти не менше 6 годин, перш ніж можна буде вживати молочну, а після прийому молочної, м'ясо можна їсти через 4 години. Різниця в часових проміжках, можливо, пояснюється тією обставиною, що молочні продукти переробляються і всмоктуються в шлунково-кишковому тракті значно швидше, ніж м'ясні.
Риба є парве, тобто продуктом, який можна вживати як з м'ясними, так і з молочними продуктами.
Проте існує правило, яке забороняє одночасне вживання риби та м'яса.
До паревних належать також продукти рослинного походження та яйця.

## Пасхальний кашрут
Під час песаху діють більш суворі правила кашруту. Головна відмінність їх полягає в забороні не тільки вживати, а й мати у власності хамец (івр. חָמֵץ‎), тобто
злаки та похідні від них. До таких продуктів належать, наприклад:
- Борошно та продукти з нього (хліб, макаронні вироби), за винятком маци, спеціально приготованої до песаху.
- Будь які солодові та дріжджові продукти, гірчиця, оцет та інші.

Напередодні песаху необхідно прибрати всі такі продукти, а безпосередньо перед початком свята проводиться ритуальний пошук хамецу.